# Kanokon
Kanojo wa kon, to kawaiku seki o shite (彼女はこん、とかわいく咳をして?), o più semplicemente noto come Kanokon (かのこん?), è una serie di light novel scritta da Katsumi Nishin e illustrata da Koin. Il primo volume è stato pubblicato il 31 ottobre 2005, e al 24 dicembre 2010 sono usciti quindici volumi, pubblicati dalla Media Factory. La serie è stata successivamente adattata in un manga di Rin Yamaki serializzato su Monthly Comic Alive ed un anime trasmesso in Giappone dal 5 aprile al 21 giugno 2008 per dodici episodi, prodotti dalla Xebec.

## Trama
La storia di Kanokon ruota intorno a Kouta Oyamada, uno studente al primo anno delle scuole superiori, trasferitosi dalla campagna alla grande città, ed iscrittosi alla Kunpō High School. Al suo primo giorno nella nuova scuola, Kouta incontra la bellissima studentessa del secondo anno, Chizuru Minamoto. Dopo l'incontro fra i due, la storia si sposta avanti di un imprecisato periodo di tempo. Durante questo lasso di tempo, i due ragazzi sembrano essere diventati buoni amici, al punto che Chizuru Minamoto chiede al ragazzo di incontrarla da solo nell'aula di musica a scuola. Quando Kouta si presenta all'appuntamento, la ragazza dichiara il proprio amore a Kouta, oltre a rivelargli la sua vera identità di spirito di volpe.
Da quel momento in poi, Chizuru approccia Kouta con avances sessuali sempre più esplicite, che non fanno altro che mettere sempre più in imbarazzo il ragazzo. Da lì a pochissimo tempo, una divinità lupo, sotto le sembianze di una ragazza chiamata Nozomu Ezomori si è trasferita nella classe di Kouta. Anche Nozomu ha le stesse intenzioni di Chizuru e tenta in tutti i modi di sedurre Kouta. Fra le due ragazze si creerà immediatamente una fortissima competizione, per chi conquisterà il cuore di Kouta.

## Personaggi

### Principali
Kouta Oyamada (小山田 耕太?, Oyamada Kōta)
Doppiato da: Mamiko Noto
Kouta è il protagonista della storia. Ha vissuto con suo nonno prima di trasferirsi dalla campagna alla città per il suo primo anno di scuola superiore, e nel suo primo giorno di scuola scopre che Chizuru Minamoto, una ragazza del secondo anno, è in realtà una kitsune. La fanciulla si innamora di lui e lo insegue costantemente commettendo "atti vergognosi" con lui in pubblico. Per questo motivo, Kouta ha presto ricevuto il soprannome di "Grande Re dell'Eros" (}エ ロ ス 大王?, Erosu Dai Ō) da parte degli altri studenti dell'istituto. Inizialmente è riluttante all'idea di impegnarsi negli atti "intimi" che Chizuru desidera, ma più avanti nella serie acconsentirà la sua aspirazione, seppure con certi limiti. Il vero legame di Kouta con Chizuru viene mostrato quando i due si fondono in un unico essere, facendo spuntare a Kouta le orecchie e la coda di una volpe nera. Secondo Tayura, il fratello di Chizuru, questa possessione può avvenire solamente quando un umano e uno yōkai condividono un profondo legame emotivo con l'altro.
Chizuru Minamoto (源 千鶴?, Minamoto Chizuru)
Doppiata da: Ayako Kawasumi
Chizuru è una studentessa del secondo anno della scuola di Kouta. All'apparenza sembra essere semplicemente un'adolescente ben dotata, ma in realtà è una potente kitsune. Quando cambia forma, i suoi capelli neri diventano biondi e appaiono le orecchie e la coda da volpe. Mentre è implicito che suo fratello Tayura ha 400 anni, l'età di Chizuru non viene svelata per diverso tempo, successivamente viene rivelato che potrebbe averne migliaia. Non ricorda in alcun modo il suo passato prima di incontrare la madre adottiva Tamamo, ma con il proseguire delle vicende riuscirà a ricordarsi di alcune cose che aveva dimenticato. Dall'inizio della serie si innamora di Kouta e trascorre la maggior parte del suo tempo in sua compagnia. Vuole entrare in una sorta di "relazione del peccato" con il ragazzo ed è molto schietta nei suoi suggerimenti e azioni sessuali quasi costanti.
Nozomu Ezomori (犹守 望?, Ezomori Nozomu)
Doppiata da: Miyū Takeuchi
Nozomu è una studentessa del primo anno che si è trasferita nella scuola di Kouta. Ha i capelli biondi corti e chiari ed è uno spirito lupo di 200 anni che vive da sola in un attico costoso ma completamente vuoto, dove dorme sempre nuda sul pavimento. Ha un fratello maggiore di nome Saku che l'ha accolta, ma dopo che questi attacca Kouta decide di andare contro il parente, seguendo la propria idea. Nonostante il suo modo apparentemente distaccato e privo di emozioni, si innamora di Kouta a prima vista ed è quindi la rivale di Chizuru in amore. Spesso insulta Chizuru chiamandola "bestia eccitata", dicendo che "ha un odore osceno" oppure affermando che i suoi seni sono flaccidi.

### Secondari
Tayura Minamoto (源 たゆら?, Minamoto Tayura)
Doppiato da: Toshiyuki Toyonaga
Tayura è il fratello minore di Chizuru e un compagno di classe di Kouta. Come sua sorella, è anche egli uno spirito volpe ma è stato adottato. Spesso prende in giro Chizuru sulla sua età, il che la rende visibilmente seccata. Inizialmente Tayura era geloso del rapporto tra sua sorella e Kouta a tal punto che Chizuru pensava che soffrisse di un complesso per la sorella. Finisce per innamorarsi di Akane ma ogni volta che cerca di avvicinarsi a lei, viene respinto con freddezza. Nonostante ciò il ragazzo apprezza questo lato di Akane e i due si avvicinano gradualmente.
Akane Asahina (朝比奈 あかね?, Asahina Akane)
Doppiata da: Chiwa Saitō
Akane è la rappresentante della classe di Kouta; porta gli occhiali. A causa della sua posizione, pretende che le regole vadano rispettate sempre alla lettera, e pertanto, non è d'accordo nel vedere Chizuru che insegue vivacemente Kouta a scuola. Entra presto in buoni rapporti con Kouta e si preoccupa della sua relazione con Chizuru, citandola come un cattivo esempio.
Ren Nanao (七々尾 蓮?, Nanao Ren) e Ai Nanao (七 々 尾 藍?, Nanao Ai)
Doppiate da: Mai Kadowaki (Ren) e Tamaki Nakanishi (Ai)
Ren e Ai sono due sorelle gemelle e studentesse del primo anno della scuola di Kouta. Sono quasi identiche ad eccezione del loro taglio di capelli leggermente diverso. Sono cacciatrici di spiriti che vivono in un tempio povero, spesso compiono azioni svolte dai senzatetto: cucinano stufati dalla spazzatura e dalle erbacce lungo la strada o mangiano croste di pane scartate dagli altri. Usano delle catene quando attaccano i loro nemici; nell'anime utilizzano anche degli esplosivi ma sempre in modo inefficace.
Omi Kiriyama (桐山 臣?, Kiriyama Omi)
Doppiato da: Takashi Kondō
Omi è uno studente del secondo anno della scuola di Kouta; è in realtà una donnola con le falci con il potere di controllare il vento. Era un tempo un grande nemico dei fratelli Minamoto. Odia l'amicizia tra Kouta e i suoi amici e non parla molto. Nell'anime fa involontariamente del male a Kouta, scagliando un colpo destinato a Chizuru. Dal momento che non gli è permesso danneggiare gli esseri umani, questo atto gli ha portato a grandi conseguenze. Gli piace Mio.
Mio Osakabe (長ヶ部 澪?, Osakabe Mio)
Doppiata da: Yui Itsuki (drama-CD), Miyu Matsuki (anime)
Mio è una studentessa del secondo anno; è una ragazza timida che va spesso in giro con Omi. A causa della sua bassa statura, viene spesso scambiata per una studentessa delle scuole elementari e ha persino ricevuto più confessioni dai frequentatori di quest'ultime anziché dai propri coetanei. In realtà è uno spirito di una mezza rana e può guarire molto rapidamente. Sebbene in origine non avesse un nome, Omi gliene diede uno, combinando il proprio nome con quello della sua città natale. Le piace Omi ma si imbarazza molto quando qualcuno fa riferimento alla loro relazione.
Ryuusei Kumada (熊田 流星?, Kumada Ryūsei)
Doppiato da: Kenji Nomura (drama-CD), Kenta Miyake
Ryuusei è uno studente del terzo anno che ha una ferita a forma di croce sull'occhio sinistro; in passato era il capo dei delinquenti della scuola prima che Omi ne prendesse il controllo. È lo spirito di un orso. Nel quarto volume della light novel, si diploma al liceo, ma presto cambia il suo nome in Suisei Kumada (熊 田 彗星?, Kumada Suisei) e ritorna a frequentare il primo anno volontariamente.
Yuuki Sasamori (佐々森 ユウキ?, Sasamori Yūki)
Doppiata da: Saori Seto
Yuuki è la migliore amica di Kiriko; è compagna di classe di Kouta che spesso soprannomina "Re dell'Eros". A differenza della sua amica, ha un carattere più selvaggio. È anche amica di Akane che prende in giro quando si parla di pensieri sconci. Fa parte del corpo studentesco.
Kiriko Takana (高菜 キリコ?, Takana Kiriko)
Doppiata da: Ui Miyazaki (drama-CD)
Kiriko è la migliore amica di Yuuki. Proviene da una famiglia benestante e viene spesso vista con degli accessori costosi che utilizza in molte occasioni. Non ama Kouta in quanto lo ritiene troppo perverso e crede che tutti gli uomini in generale siano delle "bestie". A scuola riesce a ottenere il massimo dei voti anche se non studia.

### Kudzu Leaf
Iku Sahara (砂原 幾?, Sahara Iku)
Doppiata da: Noriko Shitaya
Iku è un'insegnante degli studi sociali che insegna nella classe di Kouta. È posseduta da un potente yōkai di nome Okata (御 方?) che è a capo della famiglia di Sahara e leader dei Kudzu Leaf. Okata è la responsabile della scuola frequentata da Kouta e dagli altri e supervisiona gli spiriti a scuola. Negli adattamenti manga e anime, i poteri di Okata riguardano la manipolazione della sabbia. È in grado di nascondere le persone e di creare delle barriere magiche. Nell'anime, viene inoltre mostrato che è in grado di far addormentare gli studenti quando si presentano delle situazioni troppo pericolose. La vera forma di Okata che possiede Iku è quella di una signora anziana sopravvissuta per migliaia di anni.
Minori Mitama (三珠 美乃里?, Mitama Minori)
Doppiata da: Kumiko Nishihara
Minori è la principale antagonista della storia e si definisce come la sorella minore di Kouta. Il suo servo è uno yōkai chiamato Nue (鵺?). Come suggerisce il nome, è una nue dotata anche di un paio di ali di corvo che sfrutta per volare.
Saku Ezomori (犹守 朔?, Ezomori Saku)
Doppiato da: Yūto Kazama
Saku è il fratello maggiore di Nozoumi. Come sua sorella, è uno spirito lupo. Solitamente guida una moto; è innamorato di Chizuru.
Takao Yatsuka (八束 たかお?, Yatsuka Takao)
Doppiato da: Takashi Matsuyama
Takao è l'insegnante di ginnastica della scuola di Kouta; ha un'espressione molto seria. Come Iku, anche lui supervisione gli spiriti a scuola. È molto saggio e va d'accordo con Yukihana.

### Yōkai e divinità
Tamamo (玉藻?)
Doppiata da: Naomi Shindō
Tamamo è una Tamamo-no-Mae, ovvero un potente spirito volpe a nove code, nonché madre adottiva di Chizuru. È la responsabile del Tama no Yu (玉 ノ 湯?), un hotel termale vicino alle montagne innevate. Quando gli affari vanno a rilento, gestisce un ristorante sulla spiaggia di nome Tama no Ya (il negozio di Tama). Yukihana la aiuta a gestire l'hotel e il negozio. Va d'accordo con Kouta, anche se a volte si intromette nella sua relazione con Chizusu. Si innamorò di Yasunari Abe, l'eroe del libro per bambini "La leggenda della volpe a nove code". Invece di ucciderla come suggerisce la storia, la prese come sua sposa. Così, incoraggia la relazione di Kouta con sua figlia anche se lui è un essere umano. Conosce anche Yamata no Orochi, il drago che un tempo dormiva all'interno di Chizuru.
Yukihana (雪花?) / Hanadai Yukino (雪野 花代?, Yukino Hanadai)
Doppiata da: Risa Hayamizu
Yukihana è una yuki-onna e una ninja che lavora per Tamamo al resort termale di Tama no Yu e nel suo ristorante sulla spiaggia Tama no Ya. Successivamente diventa un insegnante per i portatori di handicap nella scuola di Kouta. Mentre lavora come insegnante, si fa chiamare con l'alias di Hanadai Yukino, per celare la sua vera identità. Se qualcuno la chiama con il nome di Yukihana, smentisce e afferma di non essere quella persona. Può manipolare la neve e il vento per creare delle bufere di neve. Il nome Yukihana significa "fiocco di neve".
Yamata no Orochi (八岐の大蛇?)
Nella serie manga, Yamata è il drago a otto teste che è stato sigillato all'interno di Chizuru; è la reincarnazione di Kushinadahime. Tamamo è in grado di sigillare temporaneamente i draghi fino a quando Chizuru non imparerà a padroneggiare il loro potere grazie all'aiuto di Kouta.
Kai (海?)
Kai è il figlio dei dio del mare Toyotama-hiko. Sta cercando di trovare una scuola per divinità marine di cui gli ha parlato un viaggiatore, e vuole frequentarla per ottenere l'amore e il rispetto di suo padre. Kai ha anche salvato una lepre bianca di Inaba di nome Shizuka, che dal quel momento decide di prendersene cura.
Kodama (木魂?)
Kodama è un piccolo spirito della foresta che vive in un vecchio albero vicino all'edificio della vecchia scuola. La vecchia scuola è stata costruita vicino a quella attuale frequentata da Kouta, di conseguenza viene visitata da altri yōkai. Kodama è sempre disposto a dare consigli al prossimo e ha la capacità di predire la fortune. Inoltre è anche in grado di possedere gli altri.

## Media

### Light novel
Kanokon è stato scritto da Katsumi Nishino e illustrato da Koin. La serie iniziò la pubblicazione con il titolo Kanojo wa kon, to kawaiku seki o shite (彼女はこん、とかわいく咳をして?) dove il primo romanzo venne presentato al concorso letterario annuale della Media Factory chiamato MF Bunko J Light Novel Rookie of the Year Award tenutosi nel 2005. Il romanzo fu ben accolto assieme ad altri due titoli e venne classificato al terzo posto. Il primo volume venne pubblicato il 25 ottobre 2005 mentre l'ultimo, ovvero il quindicesimo, il 24 dicembre 2010, sotto l'etichetta MF Bunko J di Media Factory.
| Nº | Titolo italiano (traduzione letterale) Giapponese 「Kanji」 - Rōmaji                                                | Data di prima pubblicazione              | Data di prima pubblicazione |
| Nº | Titolo italiano (traduzione letterale) Giapponese 「Kanji」 - Rōmaji                                                | Giapponese                               |                             |
| 1  | Kanokon 「かのこん」 - Kanokon                                                                                      | 25 ottobre 2005 ISBN 978-4-8401-1429-5   |                             |
| 2  | Kanokon 2: Gli inizi degli inizi 「かのこん2 ~はじまりはじまり~」 - Kanokon 2: Hajimari hajimari                    | 25 gennaio 2006 ISBN 978-4-8401-1488-2   |                             |
| 3  | Kanokon 3: Il piano familiare di Yukiyama 「かのこん3 ~ゆきやまかぞくけいかく~」 - Kanokon 3: Yukiyama-zoku keikaku | 25 aprile 2006 ISBN 978-4-8401-1534-6    |                             |
| 4  | Kanokon 4: Il segreto delle fanciulle 「かのこん4 ~オトメたちのヒミツ~」 - Kanokon 4: Otome-tachi no himitsu        | 25 luglio 2006 ISBN 978-4-8401-1577-3    |                             |
| 5  | Kanokon 5: Recupera il tuo amore! 「かのこん5 ~アイをとりもどせ!~」 - Kanokon 5: Ai o torimotose!                   | 25 ottobre 2006 ISBN 978-4-8401-1727-2   |                             |
| 6  | Kanokon 6: Il pifferaio magico di Nagisa 「かのこん6 ~ナギサのぱいぱいぷー~」 - Kanokon 6: Nagisa no Paipaipū       | 25 gennaio 2007 ISBN 978-4-8401-1785-2   |                             |
| 7  | Kanokon 7: Addio, lupo 「かのこん7 ~さよなら、オオカミ~」 - Kanokon 7: Sayonara, ōkami                              | 25 giugno 2007 ISBN 978-4-8401-1871-2    |                             |
| 8  | Kanokon 8: Un segreto tra amanti 「かのこん8 ~コイビトたちのヒミツ~」 - Kanokon 8: Koibitotatchi no himitsu         | 22 novembre 2007 ISBN 978-4-8401-2086-9  |                             |
| 9  | Kanokon 9: Un nuovo risveglio 「かのこん9 ~あらたなるめざめ~」 - Kanokon 9: Aratanaru mezame                        | 25 febbraio 2008 ISBN 978-4-8401-2144-6  |                             |
| 10 | Kanokon 10: L'inizio della fine 「かのこん10 ~おわりのはじまり~」 - Kanokon 10: Owari no hajimari                   | 25 maggio 2008 ISBN 978-4-8401-2320-4    |                             |
| 11 | Kanokon 11: Salverò il mio amore! 「かのこん11 ~アイはぼくらをすくう!~」 - Kanokon 11: Ai wa bokura o sukū!         | 25 settembre 2008 ISBN 978-4-8401-2425-6 |                             |
| 12 | Kanokon 12: La giostra di Chizuru! 「かのこん12 ~ちずるメリーゴーラウンド!~」 - Kanokon 12: Chizuru Merī Gō Raundo! | 23 gennaio 2009 ISBN 978-4-8401-2639-7   |                             |
| 13 | Kanokon 13: Triangolo inaugurale 「かのこん13 ~オトメとらいあんぐる~」 - Kanokon 13: Otome Toraianguru              | 25 settembre 2009 ISBN 978-4-8401-2836-0 |                             |
| 14 | Kanokon 14: Batticuore☆lezione d'amore 「かのこん14 ~どきどき☆らぶれっすん~」 - Kanokon 14: Dokidoki☆Rabu Ressun    | 25 gennaio 2010 ISBN 978-4-8401-3160-5   |                             |
| 15 | Kanokon 15: ~La fidanzata è con......~ 「かのこん15 ~カノジョはコンと……~」 - Kanokon 15 ~Kanojo wa kon to......~    | 24 dicembre 2010 ISBN 978-4-8401-3458-3  |                             |

### Manga
Un adattamento manga illustrato da Rin Yamaki è stato serializzato dall'agosto 2006 all'agosto 2010 sulla rivista mensile Monthly Comic Alive edita da Media Factory. In seguito i vari capitoli sono stati raccolti in nove volumi tankōbon, pubblicati tra il 23 gennaio 2007 ed il 23 ottobre 2008.
| Nº | Data di prima pubblicazione | Data di prima pubblicazione                                                 | Data di prima pubblicazione |
| Nº | Giapponese                  | Giapponese                                                                  |                             |
| -- | --------------------------- | --------------------------------------------------------------------------- | --------------------------- |
| 1  | 23 gennaio 2007             | ISBN 978-4-8401-1665-7                                                      |                             |
| 2  | 23 agosto 2007              | ISBN 978-4-8401-1941-2                                                      |                             |
| 3  | 22 novembre 2007            | ISBN 978-4-8401-1976-4                                                      |                             |
| 4  | 22 marzo 2008               | ISBN 978-4-8401-2211-5                                                      |                             |
| 5  | 23 ottobre 2008             | ISBN 978-4-8401-2273-3 (ed. regolare) ISBN 978-4-8401-2274-0 (ed. limitata) |                             |
| 6  | 23 marzo 2009               | ISBN 978-4-8401-2547-5                                                      |                             |
| 7  | 23 luglio 2009              | ISBN 978-4-8401-2593-2                                                      |                             |
| 8  | 22 dicembre 2009            | ISBN 978-4-8401-2958-9                                                      |                             |
| 9  | 23 agosto 2010              | ISBN 978-4-8401-3366-1                                                      |                             |

### Anime

Logo della serie

Un adattamento anime diretto da Atsushi Ōtsuki è prodotto dallo studio Xebec è stato trasmesso dal 5 aprile al 21 giugno 2008 su AT-X per un totale di dodici episodi che coprono i primi sei volumi della light novel. La serie è stata poi raccolta in sei volumi DVD pubblicati da Media Factory dal 25 giugno al 21 novembre 2008. Sono presenti anche tre speciali inclusi in tre DVD. Un box contenente l'intera serie è stato messo in commercio il 22 gennaio 2010. Le sigle sono rispettivamente PHOSPHOR cantata da Ui Miyazaki in apertura e Koi no honoo (恋の炎?) di Yui Sakakibara in chiusura.
Una serie di corti speciali intitolati Eizou Tokuten è stata inclusa nell'edizione DVD del 2008. La serie presenta un totale di tredici episodi, distribuiti nei sei volumi home video, ognuno dei quali ne conteneva due, tranne per l'ultimo che ne presentava tre. Alcuni di questi speciali sono dei video musicali, altri invece sono delle scene tagliate mentre il tredicesimo è un remix degli eventi presenti negli ultimi cinque minuti del dodicesimo episodio.
In seguito fu prodotta una miniserie OAV intitolata Kanokon: Manatsu no daishanikusai (かのこん ～真夏の大謝肉祭～?) e composta da due episodi, trasmessi sempre su AT-X rispettivamente il 4 e il 10 ottobre 2009. Entrambe le puntate furono pubblicate in DVD da Media Factory corrispettivamente il 25 novembre e il 22 dicembre 2009. Le sigle sono rispettivamente Komorebi no Sorudino (木漏れ日のソルディーノ?) cantata da Yui Sakakibara in apertura e Rupinasu ~Shiwaze no kaze~ (ルピナス～幸せの風～?) di Ui Miyazaki in chiusura.

#### Episodi
| Nº    | Titolo italiano (traduzione letterale) Giapponese 「Kanji」 - Rōmaji | In onda         | In onda |
| Nº    | Titolo italiano (traduzione letterale) Giapponese 「Kanji」 - Rōmaji | Giapponese      |         |
| 1     | Prima volta che lo fai? 「初めてしちゃう？」 - Hajimete shichau? | 5 aprile 2008   |         |
| 1     | Mentre Kouta Oyamada sta andando a scuola, incontra Chizuru Minamoto, che lo abbraccia calorosamente, cosa che lo imbarazza per via del suo seno che preme contro di lui e del fatto che gli altri possono vedere cosa sta succedendo. Akane Asahina, la rappresentante della classe di Kouta, tenta di interferire, ma non può nulla contro la persistenza di Chizuru. A scuola, Chizuru consegna a Kouta una lettera d'amore, chiedendogli di venire nell'aula dove si svolgono le lezioni di musica e questa richiesta ricorda al ragazzo dell'inizio dell'anno scolastico in cui si era verificato un evento simile. Nell'aula di musica, Chizuru confessa il suo amore a Kouta, e nel mentre si scopre accidentalmente che lei in realtà è una kitsune. Il fratello minore di Chizuru, Tayura, arriva sulla scena e interviene precipitosamente per impedire che la relazione diventi pericolosa. A questo punto Chizuru possiede Kouta per un po' di tempo, dopodiché Chizuru evoca un'enorme fiamma azzurra che provoca un'esplosione che fa volare Tayura fuori dall'aula e lasciando di conseguenza un buco di grandi dimensioni nell'edificio scolastico.                                                                                   |                 |         |
| 2     | Vuoi diventare tutt'uno? 「ひとつになっちゃう？」 - Hitotsu ni nacchau? | 12 aprile 2008  |         |
| 2     | Sulla via del ritorno da scuola, Kouta incontra una ragazza della sua età, e dopo poco intuisce che quest'ultima è uno spirito come Chizuru. Il giorno seguente, la stessa ragazza appare nella classe di Kouta e gli sta addosso, con grande fastidio di Chizuru. Successivamente viene presentata alla classe come una studentessa trasferita di nome Nozomu Ezomori proveniente dall'Hokkaidō, anche se viene presto rivelato a Chizuru e Kouta che proviene da un potente clan di lupi. Nel resto della giornata Nozomu continua a intralciare i piani di Chizuru di avvicinarsi a Kouta per via dei suoi desideri lascivi. |                 |         |
| 3     | È buono da mangiare? 「美味しく食べちゃう？」 - Oishiku tabechau? | 19 aprile 2008  |         |
| 3     | Dopo alcune ore di lezione giunge il momento della pausa pranzo e qui Chizuru e Nozumu si sfidano a chi è stata più brava a cucinare il pranzo per Kouta, ma quest'ultimo diventa presto una vittima in quanto viene costretto a mangiare dei terribili esperimenti alimentari condotti dalle due ragazze, le quali non sono molto brave ai fornelli. In seguito Chizuru e Kouta vengono attaccati da Omi Kiriyama, una donnola con le falci, ma Kouta subisce il colpo per Chizuru e perde i sensi per lo shock provocatogli da Kiriyama. Sentendosi in colpa, Kiriyama cerca di aiutare Kouta facendo in modo che Mio Osakabe, uno spirito di rana, produca dell'olio di rospo (anche se è uno spirito di rana), e Chizuru non riesce a resistere alla tentazione di diventare più intima con il ragazzo, decidendo di strofinare l'olio con il suo corpo, ma poi si unisce anche Nozomu e Kouta va di nuovo nel panico. Il giorno dopo scoppia una rissa verbale tra Chizuru e Nozomu ma Kouta non ne può più e sgrida la prima ragazza, che si mette a piangere e corre fuori dall'aula. A questo punto Kouta la raggiunge ma scopre che Chizuru stava solo fingendo perché voleva passare del tempo con lui in un modo molto giocoso e sensuale. |                 |         |
| 4     | Non lo posso più togliere? 「脱げなくなっちゃった？」 - Nugenaku nacchatta? | 26 aprile 2008  |         |
| 4     | Nel tentativo di vincere il cuore di Kouta e sconfiggere la sua rivale Nozomu, Chizuru entra in una stanza proibita bloccata da un amuleto e ruba un costume maledetto da coniglietta. Tuttavia i problemi non tardano ad arrivare e la ragazza non riesce più a togliersi il vestito ed è costretta ad andare a scuola con essa, finendo per farsi notare involontariamente da tutti. Successivamente viene rivelato che l'abito contiene l'anima di un demone ragno che si nutre della vita di chi lo indossa. La veste magica finisce per effettuare un incantesimo che tramuta i vestiti delle altre studentesse in abiti da cosplay e cerca di uccidere Chizuru, ma lei e Kouta si uniscono, liberando così la prima dall'abito malvagio e distruggendolo una volta per tutte. |                 |         |
| 5     | Che sia senza speranza? 「ダメになっちゃう？」 - Dame ni nacchau? | 3 maggio 2008   |         |
| 5     | Saku Ezomori, il fratello di Nozomu, mette un braccialetto al polso di Kouta che gli infliggerà molto dolore se si ecciterà sessualmente, e Chizuru si preoccupa del fatto che se proverà a tenere il suo consueto atteggiamento da flirt potrebbe involontariamente ucciderlo. Così Chizuru trattiene i suoi sentimenti per un paio di giorni con un intenso autocontrollo, che la porta ad avere dei sintomi d'astinenza. Nel frattempo, Tayura e Kiriyama cercano di negoziare con il fratello di Nozomu per togliere il braccialetto usando la forza, ma i loro sforzi si rivelano vani perché il loro avversario è troppo potente; in seguito si unisce alla lotta anche Chizuru ma anche lei viene sconfitta. A scuola, Nozomu sente l'ululato di vittoria di suo fratello e dice a Kouta che Chizuru è in pericolo. Arrivato sulla scena del combattimento, Kouta e Chizuru si uniscono per liberarsi in fretta del fratello di Nozomu. |                 |         |
| 6     | Posso chiedertelo? 「お願いしちゃう？」 - Onegai shichau? | 10 maggio 2008  |         |
| 6     | È arrivato il capodanno giapponese, e mentre Kouta si sta inizialmente godendo la giornata riposandosi da solo nel suo soggiorno, arriva presto Chizuru vestita con un kimono a fargli compagnia. Così i due passano un po' il tempo divertendosi con un gioco dei dadi d'amore in cui giocatori possono fare cose perverse l'uno all'altro. Successivamente si presenta Nozomu che finisce immancabilmente per infastidire Chizuru, così Kouta suggerisce di uscire tutti e quanti fuori e prendere così parte all'hatsumōde. Al santuario incontrano il fratello di Chizuru e alcuni altri amici della loro scuola. Alla fine della giornata al santuario, tornano tutti a casa di Kouta |                 |         |
| 7     | Mi permetti di scaldarti? 「あたためてあげちゃう？」 - Atatamete agechau? | 17 maggio 2008  |         |
| 7     | Yukihana, una yuki-onna della famiglia di Chizuru, mette alla prova il legame tra Chizuru e Kouta creando una potente tempesta di neve intorno alla loro scuola. Mentre gli studenti cercano di riscaldarsi, Kouta, Chizuru, Nozomu e Tayura vanno a cercare Yukihana. Tayura viene portato via da una banda di pupazzi di neve animati, e gli altri scappano in un'aula vicina dove Chizuru e Nozomu usano i loro corpi per riscaldare Kouta. Finalmente appare Yukihana, mentre Chizuru e Kouta cercano di scappare, ma la loro avversaria li ferma. Così Chizuru e Kouta si uniscono, mostrando quanto sia forte il loro legame, e quindi Yukihana decide di fermare la tormenta e li informa che la madre di Chizuru vuole che porti Kouta nella sua città natale. |                 |         |
| 8     | Entriamo insieme? 「一緒に入っちゃう？」 - Issho ni haicchau? | 24 maggio 2008  |         |
| 8     | Kouta, Chizuru, Nozomu, Tayura e alcuni compagni di classe si recano in un resort termale gestito dalla madre di Chizuru, Tamamo, che si rivela essere la divinità volpe Tamamo no Mae. La donna mette così alla prova il legame tra Kouta e Chizuru attraverso una bevanda speciale che fa innamorare due persone. Tuttavia la bibita finisce per far innamorare Kouta e Nozumi mentre Chizuru non è in grado di fare nulla al riguardo, rimanendo devastata dalla situazione. Kouta alla fine si riprende e riesce a farsi perdonare da Chizuru. Quando il gruppo parte per tornare in città, Tamamo affida Chizuru a Kouta. |                 |         |
| 9     | È troppo bello? 「感じすぎちゃう？」 - Kanjisugichau? | 31 maggio 2008  |         |
| 9     | Una bambina di nome Minori Mitama e la sua guardia del corpo spirituale Nue assumono le gemelle cacciatrici di spiriti, Ai e Ren, per sigillare i poteri di Chizuru. Le due riescono effettivamente a compiere l'impresa e somministrano un farmaco alla ragazza, ma si scopre che in realtà questo fa scomparire il seno di Chizuru. In stato di shock per la perdita di una parte del suo corpo, Chizuru cerca disperatamente di trovare una cura per annullare l'effetto e viene aiutata da Kouta, Nozomu e Tayura. Nel frattempo, Minori sta facendo dei minacciosi preparativi per separare Kouta da Chizuru. |                 |         |
| 10    | Devo trattenermi? 「遠慮しちゃう？」 - Enryō shichau? | 7 giugno 2008   |         |
| 10    | Chizuru e Kouta offrono un pasto ad Ai e Ren. Visto che le due sono povere, ciò finisce per farle pentire di ciò che hanno fatto e di aver creato l'intera situazione della pozione. Così le due vanno dal loro capo e gli spiegano che vogliono abbandonare la loro missione, ma vengono fulminate ripetutamente da Nue. Successivamente Minori evoca dei demoni per attaccare la scuola, e nel mentre viene sparsa una sabbia magica che fa addormentare tutti gli esseri umani della zona. Nue entra nell'edificio e sconfigge Nozumi, dopodiché insegue Kouta e Chizuru. Quando i due vengono messi alle strette, Kouta si rifiuta di abbandonare Chizuru a sé stessa e scopre i suoi poteri da volpe. Così Kouta possiede Chizuru e si trasforma in una volpe a cinque code dal pelo nero e sconfigge sia Nue che Minori, dove quest'ultima giura che un giorno lo avrebbe fatto un suo. I seni di Chizuru, e quindi i suoi poteri spirituali, vengono ripristinati e tutto torna alla normalità. |                 |         |
| 11    | Sono già bagnata? 「もう濡れちゃう？」 - Mō nurechau? | 14 giugno 2008  |         |
| 11    | Chizuru, Kouta, Tayura, Nozomu e i loro amici vanno in una spiaggia nota solo agli spiriti. Dopo alcuni problemi a cambiarsi dovuti all'assenza di spogliatoi e Nozomu che aveva indossato un costume da bagno piuttosto insolito e un tentativo di prendere il Sole, scoprono una casa sulla spiaggia nelle vicinanze chiamata Tama no Ya, la quale è gestita da Tamamo e Yukihana. Tamamo cerca ancora una volta di conquistare l'affetto di Kouta, con grande frustrazione di Chizuru. Tornati in spiaggia, il gruppo si diverte con un barbecue e i fuochi d'artificio, ma Chizuru è infastidita perché non può stare da sola con Kouta. Akane poi finisce nei guai quando va troppo a largo in mare ma viene tratta in salvo da Tayura, che inizia a prendersi una cotta per quest'ultimo. Più tardi, Chizuru chiede a Kouta di fare una passeggiata con lei sulla spiaggia sotto le stelle, e alla fine gli chiede cosa prova per lei. |                 |         |
| 12    | Finalmente stiamo per farlo? 「ついにしちゃう？」 - Tsui ni shichau? | 21 giugno 2008  |         |
| 12    | Chizuru vuole che Kouta dica che la ama, ma lui è molto titubante. Chizuru prova così diversi metodi per farglielo dire, ma non ottiene mai l'effetto sperato. Tayura chiede ad Akane un appuntamento e lei accetta, ma dice che vuole andare in una galleria d'arte invece dei soliti luoghi popolari come un parco di divertimenti. Successivamente Kouta ammette di amare Chizuru quando la vede piangere sotto la pioggia sul ponte dove si sono incontrati per la prima volta. Quindi Kouta e Chizuru diventano ufficialmente amanti e Nozomu irrompe fra loro dicendo che accetta la loro relazione e che a sua volta sarà l'amante di Kouta, cosa che Chizuru accetta con sgomento di Kouta. |                 |         |
| OAV 1 | Kanokon: Festa di mezza estate (prima parte) 「かのこん ～真夏の大謝肉祭・上～」 - Kanokon: ~Manatsu no daishanikusai - Jō~ | 4 ottobre 2009  |         |
| OAV 2 | Kanokon: Festa di mezza estate (seconda parte) 「かのこん ～真夏の大謝肉祭・下～」 - Kanokon: ~Manatsu no daishanikusai - Ka~ | 11 ottobre 2009 |         |

#### Pubblicazioni
Gli episodi di Kanokon sono stati raccolti in sei volumi DVD, distribuiti in Giappone per il mercato home video dal 25 giugno al 21 novembre 2008.
Gli OAV della serie invece sono stati raccolti in due volumi DVD, distribuiti sempre in madre patria dal 25 novembre al 22 dicembre 2009.
| Volume |         |                       |
| Volume | Episodi | Data di pubblicazione |
| ------ | ------- | --------------------- |
| 1      | 1-2     | 25 giugno 2008        |
| 2      | 3-4     | 25 luglio 2008        |
| 3      | 5-6     | 22 agosto 2008        |
| 4      | 7-8     | 25 settembre 2008     |
| 5      | 9-10    | 24 ottobre 2008       |
| 6      | 11-12   | 21 novembre 2008      |
| OAV    | 1       | 25 novembre 2009      |
| OAV    | 2       | 22 dicembre 2009      |

### Videogioco
Una visual novel intitolata Kanokon Esuii (かのこん えすいー?, Kanokon Esuī) sviluppata da 5pb. e pubblicata il 31 luglio 2008 per PlayStation 2 in due edizioni, una regolare e una limitata. Quest'ultima venne venduta con in allegato un audio CD contenente un image song e un radiodramma. La canzone presente nel CD è Koi no Miracle Summer Vacation (恋のミラクル☆サマーバケーション?, Koi no Mirakuru☆Samā Bakēshon) e viene cantata da Mamiko Noto, Ayako Kawasumi e Miyū Takeuchi, rispettivamente le doppiatrici di Kouta, Chizuru e Nozumu mentre il radiodramma si intitola Natsu no hi no hajimari (夏の日のはじまり?). Il gioco viene descritto dagli sviluppatori come una "rumorosa commedia romantica ADV" (ドタバタラブコメADV?, Dotabata Rabucome ADV). La sigla d'apertura del gioco è Happy Succession cantata da Ui Miyazaki e il singolo contenente tale brano venne messo in commercio il 27 agosto 2008. La sigla di chiusura invece è Eien no koi (永遠の恋?) interpretata da Yui Sakakibara.

### Altro
Un drama-CD della serie venne pubblicato il 28 marzo 2007 da Media Factory. La sigla si intitola Otoko no ko desho (オトコのコでしょ?) ed è cantata da Marina Kuroki. Un altro drama-CD uscì il 25 giugno 2008.
Un internet radio show prodotto sempre da Media Factory e chiamato Kanokon Rajio ~Kōta to Chizuru no yuya yon seichō nikki~ (かのこんラジオ 〜耕太とちずるのゆやよん成長日記〜?) iniziò le trasmissioni il 21 marzo 2007. Venne trasmesso un episodio a settimana ogni venerdì. Nella serie erano ospiti Mamiko Noto e Ayako Kawasumi (rispettivamente le voci di Kouta e Chizuru nell'anime). Ogni episodio era suddiviso in quattro parti, dove nella prima veniva presentato come un breve drama radiofonico, per poi passare alle notizie generali sull'anime e di tutta la serie di Kanokon in generale. Gli ascoltatori potevano inviare i loro commenti durante la diretta della trasmissione. La sigla d'apertura è Strategy cantata da Ui Miyazaki mentre quella di chiusura è Sweet Time di Yui Sakakibara.

## Accoglienza
Il primo DVD dell'anime di Kanokon è arrivato decimo nelle classifiche di vendita Tohan tra il 26 giugno e il 2 luglio 2008 e ottavo tra il 10 e il 16 luglio 2008. Il terzo DVD si è piazzato al sesto posto nella medesima classifica tra il 21 e il 27 agosto 2008. Il quarto DVD è arrivato al ventunesimo posto tra il 23 e il 29 settembre 2008. Il quinto DVD è invece arrivato al ventottesimo posto tra il 21 e il 28 ottobre 2008. Il sesto DVD è infine arrivato al quattordicesimo posto tra il 29 e il 25 novembre 2008.
I personaggi della serie hanno ricevuto sia elogi che critiche da parte delle pubblicazioni specializzate in anime e manga. Il personaggio di Kouta è stato criticato nelle varie recensioni per il suo viso, descritto come privo di caratteristiche, e diversamente dal manga, apparentemente troppo giovane. Theron Martin di Anime News Network ha affermato che l'aspetto troppo giovanile di Kouta nell'anime faceva apparire le avances di Chizuru come una shotacon. Il personaggio di Chizuru è stato classificato al decimo posto nella lista dei dieci personaggi di anime e manga femminili più sexy. Come per Kouta, il suo aspetto è stato criticato da una recensione di THEM Anime per via della mancanza di caratteristiche facciali particolari nella versione anime. Travis Bruno di Capsule Computers ha dato una recensione favorevole all'aspetto di Chizuru nel manga, affermando che venne disegnata bene con delle "differenze nette" tra la sua forma umana e quella di volpe. La presenza di Nozomu nell'anime viene menzionata in una recensione di Chris Beveridge di Fandom Post, il quale ha dichiarato che l'inserimento di questo personaggio non faceva altro che aggiungere senza dubbio una maggiore concorrenza con la diretta interessata, e che a differenza di Chizuru, Nozomu compete mostrando un lato più tranquillo, che aggiungeva del fascino alla ragazza.